# Cyril Weidenborner
Cyril "Cy" Aloysius Weidenborner (30. března 1892, Saint Paul, Minnesota – 26. listopadu 1983, Beltrami, Minnesota) byl americký reprezentační hokejový brankář.
S reprezentací USA získal jednu stříbrnou olympijskou medaili (1920).

## Úspěchy
- Stříbro na Letních olympijských hrách – 1920